# Jean Baptiste Julien d’Omalius d’Halloy

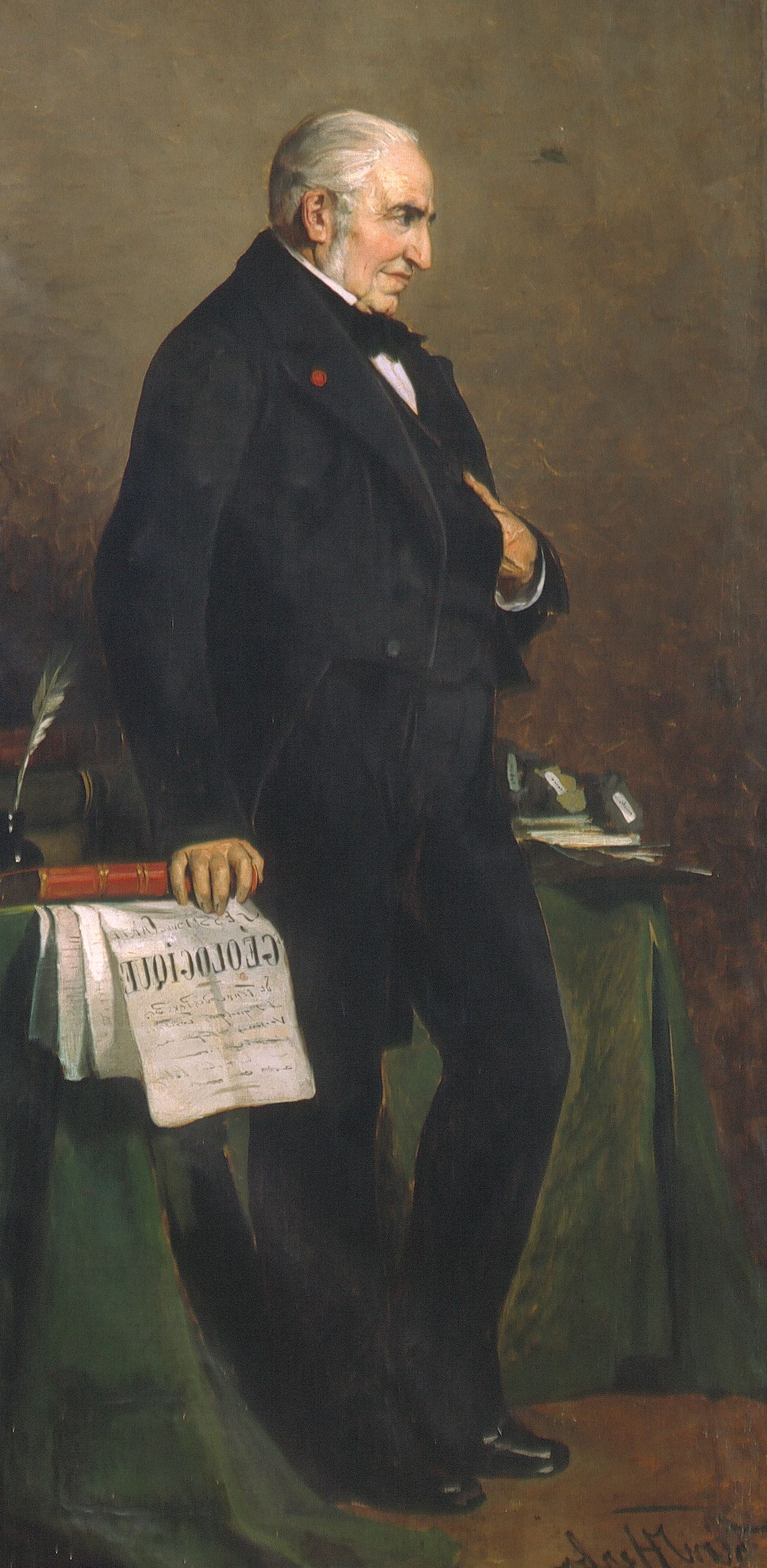
Jean Baptiste Julien d’Omalius d’Halloy, um 1850

Jean Baptiste Julien d’Omalius d’Halloy  (* 16. Februar 1783 in Lüttich; † 15. Januar 1875 in Brüssel) war ein belgischer Geologe.

## Leben
D´Halloy stammte aus wohlhabender adliger Familie und wurde 1801 zum Studium nach Paris geschickt. Dort erwachte sein Interesse für Naturwissenschaften durch das Studium der Werke von Buffon und den Besuch des Naturkundemuseums im Jardin des Plantes. Er wechselte in den folgenden Jahren zwischen Belgien und dem Studium in Paris (unter anderem bei Fourcroy, Lacépède, Lamarck, Étienne Geoffroy Saint-Hilaire und Georges Cuvier), wobei er auch geologische Exkursionen in Frankreich unternahm. Er erhielt den offiziellen Auftrag für eine geologische Karte des damaligen Kaiserreichs (Frankreich und benachbarte Gebiete), wofür er im Gegenzug vom Militärdienst freigestellt war. Er widmete sich der Aufgabe mit großer Energie und bereiste bis etwa 1813 Frankreich und Teile Italiens, wobei er über 15500 Meilen zurücklegte. Dann überzeugten seine Verwandten ihn, davon Abstand zu nehmen, so dass die geologische Karte erst 1822 veröffentlicht wurde. Sie diente als Grundlage der späteren Kartenwerke von Dufrénoy und Elie de Beaumont. D´Halloy wandte sich unterdessen einer Politiker- und Verwaltungskarriere zu. Er wurde Unter-Intendant des Arrondissements von Dinant, Generalsekretär der Provinz Lüttich und ab 1815 Gouverneur von Namur, was er bis nach der Revolution von 1830 blieb. 1848 wurde er Mitglied des belgischen Senats und 1851 dessen Vizepräsident. Er behielt ein Interesse in Geologie und unternahm gelegentlich noch Exkursionen, widmete sich aber ansonsten mehr der Philosophie und Völkerkunde. Er war ein überzeugter Katholik und versuchte Glaube und Wissenschaft in Einklang zu bringen, war aber auch Verfechter der Evolutionstheorie im Sinne Lamarcks.
Als Geologe untersuchte er unter anderem den Karbon im Rheinland und Belgien und das Tertiär des Pariser Beckens. Er prägte 1822 die Bezeichnung des Erdzeitalters Kreide.
1816 wurde er Mitglied der Königlich Belgischen Akademie der Wissenschaften in Brüssel und 1850 deren Präsident. 1842 wurde er als korrespondierendes Mitglied in die Académie des sciences aufgenommen. 1851 wurde er zum auswärtigen Mitglied der Königlich Niederländischen Akademie der Wissenschaften und 1873 der Royal Society gewählt.

## Schriften
- Description géologique des Pays-Bas, 1828
- Eléments de Géologie, 1831
- Introduction à la Géologie, 1883
- Coup d’oeil sur la géologie de la Belgique, 1842
- Precis elementaire de Géologie, 1843
- Abrégé de Géologie, 1853
- Des Races humaines ou Eléments d’Ethnographie, 1845